# Paige (Texas)
Paige è una comunità non incorporata degli Stati Uniti d'America, situata nella contea di Bastrop dello Stato del Texas. Secondo il censimento effettuato nel 2010 abitavano nella comunità 2,903 persone. Anche se non è incorporata possiede un ufficio postale, il suo Zoning Improvement Plan è 78659.

## Geografia
La comunità è situata a 30°12′27″N 97°06′54″W, coordinate 30.2102146, −97.1149872. ad un'altitudine di 570 piedi (174 m), 44 miglia ad est di Austin. È attraversata dalla U.S. Highway 290.